# Ткачук Василь Михайлович
Васи́ль Миха́йлович Ткачу́к (10 грудня 1933, Королівка — 8 травня 2015, Підгайчики, Коломийський район, Івано-Франківська область) — український політик, голова спостережної ради агрофірми «Прут», інвестор першої у СРСР комерційної газети «Агро». Депутат Верховної Ради СРСР 11-го скликання. Народний депутат СРСР (1989—1991). Народний депутат України 3-го скликання.

## Життєпис
Народився 10 грудня 1933 (с. Королівка, Коломийський район, Івано-Франківська область); українець.
Освіта: Івано-Франківський інститут нафти і газу (1970), інженер; Львівський політехнічний інститут, економіст.
З березня 1998 по квітень 2002 — Нардеп України 3-го скликання, виборчий округ № 86, Івано-Франківської області. На час виборів: голова правління агрофірми «Прут».
- Член фракції НДП (травень 1998 — грудень 1999),
- член групи «Відродження регіонів» (грудень 1999 — квітень 2001),
- член фракції Партії «Демократичний союз» (квітень 2001),
- член групи «Регіони України» (квітень — листопад 2001),
- член фракції «Регіони України» (з листопада 2001).
- Секретар Комітету з питань екологічної політики, природокористування та ліквідації наслідків Чорнобильської катастрофи (з липня 1998).

### Трудова діяльність
- 1950—1952 — учень слюсаря, газозварник паровозного депо станції Коломия Львівської залізниці.
- 1952—1956 — служба на Балтійському флоті.
- 1956—1968 — завідувач спиртосховища, механік, завідувач виробництва, директор Підгайчиківського спиртзаводу. Член КПРС з 1961 року.
- 1968—1987 — голова правління колгоспу «Прапор комунізму» села Підгайчики Коломийського району.
- 1987—1992 — голова правління агрофірми «Прут» села Підгайчики Коломийського району Івано-Франківської області.
- 29 лютого 1992 — 8 грудня 1992 — Міністр сільського господарства і продовольства України[3][4].
- З 1992 — голова правління, голова спостережної ради агрофірми «Прут».
- Депутат ВР СРСР (1985—1989),
- народний депутат СРСР (1989—1991) від Івано-Франківського національно-територіального виборчого округу № 47.
- Член президії Національної ради Конгресу української інтелігенції,
- голова комісії з питань економічного розвитку, підприємництва і фермерства.
- Почесний член Товариства «Просвіта».

6 лютого 1988 року за його фінансової участі виходить перший номер першої у СРСР комерційної газети «Агро» (Коломия).
Володів польською мовою.

### Захоплення
Будівництво і дизайн української садиби, риболовля на гірських річках, садівництво, домашнє господарство. Помешкання Василя в Підгайчиках Коломийського району було оформлено ним разом із невісткою, ландшафтним дизайнером.

## Сім'я
- батько Михайло Юрійович (1910—1945);
- мати Марія Степанівна (1915—1977);
- дружина Анастасія Тихонівна (1932—2014) — пенсіонерка;
- син Любомир (1957) — працівник агрофірми «Прут»;
- син Михайло (1959—1992);
- дочка Світлана (1964) — підприємець;
- дочка Уляна (1983) — маґістрантка Дипломатичної академії МЗС України.

## Нагороди
- Заслужений працівник сільського господарства України (1978).
- Герой Соціалістичної Праці (березень 1982).
- Ордени Леніна (1976, 1982), Трудового Червоного Прапора (1972). Орден князя Ярослава Мудрого V ст. (11.2000)[6]. Орден Святого рівноапостольного князя Володимира Великого III ст. (1999).
- Герой України (з врученням ордена Держави, 19 січня 2002).
- Відзнака Президента України — ювілейна медаль «20 років незалежності України» (19 серпня 2011)[7]
- Почесний член УАА (липень 2003).